# Prestopno leto (film, 2010)
Prestopno leto (v izvirniku angleško Leap Year) je ameriško-irska romantična komedija, ki je izšla leta 2010 v distribuciji Universal Pictures.
Režiral jo je Anand Tucker, scenarista pa sta bila Harry Elfont in Deborah Kaplan, v filmu igrata Amy Adams in Matthew Goode.
Snemanje je potekalo v okrožju Wicklow, Dublin, okrožje Mayo in okrožje Galway, na in okoli Aranskih otokov, Connemara, Temple Bar, narodnem parku Wicklow in Olaf Street v Waterfordu.
Prestopno leto je bilo premierno prikazano v New Yorku 6. januarja 2010. Film je prejel večinoma negativne kritike, kritizirali so tempo filma, zgodbo in ne najboljše ujemanje med Adamsovo in Goodeom.

## Vsebina
Uspešna nepremičninska delavka Anna Brady je razočarana, ker je njen fant kardiolog Jeremy Sloane po štirih letih še vedno ni zaprosil. Odloči se, da bo 29. februarja, prestopnega leta potovala iz Bostona v Dublin, da bi zaprosila Jeremya, ki bo takrat na konferenci. Anna želi slediti irski tradiciji, Bachelor's Day, ker takrat mora človek, ki se ga zaposi, ponudbo tudi sprejeti.
Med letom v Dublin se začne nevihta, zaradi tega mora letalo preusmeri v Wales. Anna se znajde in najame čoln, ki jo odpelje v Cork. Toda nevihta se še ni polegla in čoln prisili, da jo spustijo na obalo v majhni obmorski vasici Dingle, kjer Anna tudi prenoči. Anna prosi Declana O'Callaghana, nesramnega irskega gostilničarja, da jo odpelje do Dublina. Sprva noče, a potem, ko njegovi pivnici grozijo z zaprtjem, se strinja, da jo bo odpeljal za 500 evrov. Na tej poti se posmehuje njenemu prepričanju v tradicijo žensk, ki zaprosijo moške na prestopno leto.
Med potjo naletita na čredo krav, ki blokira cesto. Anna jih poskuša zgnati s ceste, a stopi v kravjek. Nato se nasloni na Declanov avto da bi si  očistila čevlje, avto pa se zakotali po bregu in pristane v potoku. Pot nadaljujeta peš. Anna opazi kombi s tremi popotniki, ki ji ponudijo prevoz. Ne upošteva Declanovega opozorila in jim izroči svojo prtljago, oni se pa odpeljejo se brez nje. Anna in Declan čez čas prispeta do obcestne krčme, kjer odkrijeta tatove, ki ravno pregledujejo Annino prtljago. Declan se stepe z njimi in vzame Annino torbo.
Med čakanjem na vlak se vprašata, kaj bi vzela, če bi njuna domova gorela in bi imela le 60 sekund časa za beg. Izgubita občutek za čas in zamudita vlak. Prodajalec vozovnic se ponudi, da lahko prespita pri njem. Izdajata se za zakonca, sicer jima konservativni gostitelji ne bi dovolili ostati. Med večerjo, ko se drugi pari poljubijo, da bi pokazali svojo ljubezen, sta se tudi Anna in Declan prisiljena poljubiti. To ju nepričakovano vznemiri.
Med avtostopom Anna in Declan ujame nevihta s točo. Zavetje najdeta v bližnji cerkvi, kjer poteka poroka, nato pa ju povabijo na poročno slavje, kjer se Anna napije. Anna podvomi v svoje namene z Jeremyjem in ugotovi, da ji je Declan všeč. Tik pred tem, ko bi poljubila Declana, Anna bruha in se onesvesti. Naslednji dan prispeta v Dublin. Declan razkrije Anni, da je bil nekoč zaročen, toda njegova zaročenka ga je zamenjala z najboljšim prijateljem in zbežala v Dublin. Najbolj ga je motilo, ker je obdržala prstan Declanove mame. Anna predlaga, naj v Dublinu poišče nekdanjo zaročenko, da bi mu vrnila prstan njegove mame. Ko prispejo v Jeremyjev hotel, Jeremy preseneti Anno, tako, da jo zaprosi kar v preddverju. Ker je medtem Declan že odšel, Anna privoli.
Anna na zaročni zabavi v Bostonu izve, da jo je Jeremy zasnubil, ker je menil, da je to edini način, da prideta do želenega stanovanja. Ko Anna to izve, sproži požarni alarm in počaka ter preizkusi 60-sekundni koncept, o katerem je prej govorila z Declanom. Jeremy pobere vse elektronske naprave in pozabi nanjo. Anna ugotovi, da v stanovanju ni ničesar, kar bi ji karkoli pomenilo, tudi Jeremy ji ne pomeni nič več. Medtem v Dublinu Declana obišče nekdanja zaročenka, ki mu vrne mamin prstan.
Anna se vrne v gostilno v Dinglu, kjer je Declan s pomočjo skupnosti zbral denar, ki ga je bil dolžan lastniku. Pove mu, da je prekinila zaroko, in predlaga, da postaneta par, brez načrtov. Declan odide. Misli, da jo je zavrnil, toda Declan se pojavi in razkrije, da je šel po materin prstan. Declan pravi, da želi z njo načrtovati, in jo zaprosi na pečini s pogledom na morje. Anna z veseljem sprejme snubitev.

## Filmska glasba
Filmska glasba za film Prestopno leto je izšla pri založbi Varèse Sarabande 12. januarja 2010. Ta album vsebuje samo izvirno partituro skladatelja Randyja Edelmana. Skladbe drugih izvajalcev, ki so bile uporabljene v filmu, niso na voljo na CD-ju. Med njimi so:
- »More and More of Your Amor« od Nat "King" Cole (v produkciji Bitter:Sweet, izdana 2009)
- »I Want You« od Kelly Clarkson
- »I'll Tell My Ma« od the Colonials featuring Candice Gordon
- »The Irish Rover« od the Colonials featuring Candice Gordon
- »Day to Day« od Eulogies
- »Waltz with Anna« od the Brombies
- »Patsy Fagan« od Dessie O'Halloran and Sharon Shannon
- »Within a Mile of Home« od Flogging Molly
- »Buffalo Gals« od the Brombies
- »A Pint for Breakfast« od the Brombies
- »Leaping Lizards« od the Brombies
- »The Staunton Lick« od Lemon Jelly
- »Only Love Can Break Your Heart« od Gwyneth Herbert
- »Never Forget You« od Noisettes
- »Just Say Yes« od Snow Patrol, uporabljena v napovedniku